# Charols
Charols est une commune française, située dans le département de la Drôme en région Auvergne-Rhône-Alpes.
Ses habitants sont dénommés les Charolais et les Charolaises.

## Géographie

### Localisation
Charols est située à 18 km au nord-est de Montélimar.

### Relief et géologie
Sites particuliers :
- Col de la Grosse Pierre[1] ;
- Serre de Gland (264 mètres d'altitude)[1] ;
- Serre des Griottes (291 mètres)[1].

### Hydrographie
La commune est arrosée par les cours d'eau suivants :
- le Roubion[1] ;
- Ruisseau de Bramefaim[1],[2] ;
- Ruisseau de la Mère d'Eau[1] ;
- Ruisseau de Mourgon[1],[3], affluent du ruisseau de Bramefaim ;
- Ruisseau de Salettes[1].

### Climat
Pour des articles plus généraux, voir Climat d'Auvergne-Rhône-Alpes et Climat de la Drôme.
En 2010, le climat de la commune est de type climat méditerranéen altéré, selon une étude du CNRS s'appuyant sur une série de données couvrant la période 1971-2000. En 2020, Météo-France publie une typologie des climats de la France métropolitaine dans laquelle la commune est dans une zone de transition entre le climat de montagne et le climat méditerranéen et est dans une zone de transition entre les régions climatiques « Provence, Languedoc-Roussillon » et « Alpes du sud ». 
Pour la période 1971-2000, la température annuelle moyenne est de 12,8 °C, avec une amplitude thermique annuelle de 17,6 °C. Le cumul annuel moyen de précipitations est de 880 mm, avec 6,5 jours de précipitations en janvier et 4,2 jours en juillet. Pour la période 1991-2020, la température moyenne annuelle observée sur la station météorologique de Météo-France la plus proche, sur la commune de Puy-Saint-Martin à 4 km à vol d'oiseau, est de 13,9 °C et le cumul annuel moyen de précipitations est de 923,0 mm,. Pour l'avenir, les paramètres climatiques de la commune estimés pour 2050 selon différents scénarios d'émission de gaz à effet de serre sont consultables sur un site dédié publié par Météo-France en novembre 2022.

### Voies de communication et transports
La commune est traversée par :
- la route départementale 9, entre Cléon-d'Andran et La Bégude-de-Mazenc ;
- la route départementale 128, entre Pont-de-Barret et Saint-Gervais-sur-Roubion ;
- la route départementale 183, entre Eyzahut et Charols où elle rejoint la départementale 9 ;
- la route départementale 310, entre Manas et le nord de la commune de Charols où elle rejoint la départementale 9 ;
- la route départementale 625, entre le hameau de la Forge (commune de Charols) et Montboucher-sur-Jabron.

## Urbanisme

### Typologie
Au 1er janvier 2024, Charols est catégorisée commune rurale à habitat dispersé, selon la nouvelle grille communale de densité à 7 niveaux définie par l'Insee en 2022.
Elle est située hors unité urbaine. Par ailleurs la commune fait partie de l'aire d'attraction de Montélimar, dont elle est une commune de la couronne,. Cette aire, qui regroupe 45 communes, est catégorisée dans les aires de 50 000 à moins de 200 000 habitants,.

### Occupation des sols
L'occupation des sols de la commune, telle qu'elle ressort de la base de données européenne d’occupation biophysique des sols Corine Land Cover (CLC), est marquée par l'importance des territoires agricoles (75,3 % en 2018), en diminution par rapport à 1990 (81,3 %). La répartition détaillée en 2018 est la suivante :
terres arables (67,7 %), forêts (14,2 %), zones agricoles hétérogènes (7,5 %), zones urbanisées (6,4 %), milieux à végétation arbustive et/ou herbacée (4,2 %). L'évolution de l’occupation des sols de la commune et de ses infrastructures peut être observée sur les différentes représentations cartographiques du territoire : la carte de Cassini (XVIIIe siècle), la carte d'état-major (1820-1866) et les cartes ou photos aériennes de l'IGN pour la période actuelle (1950 à aujourd'hui).

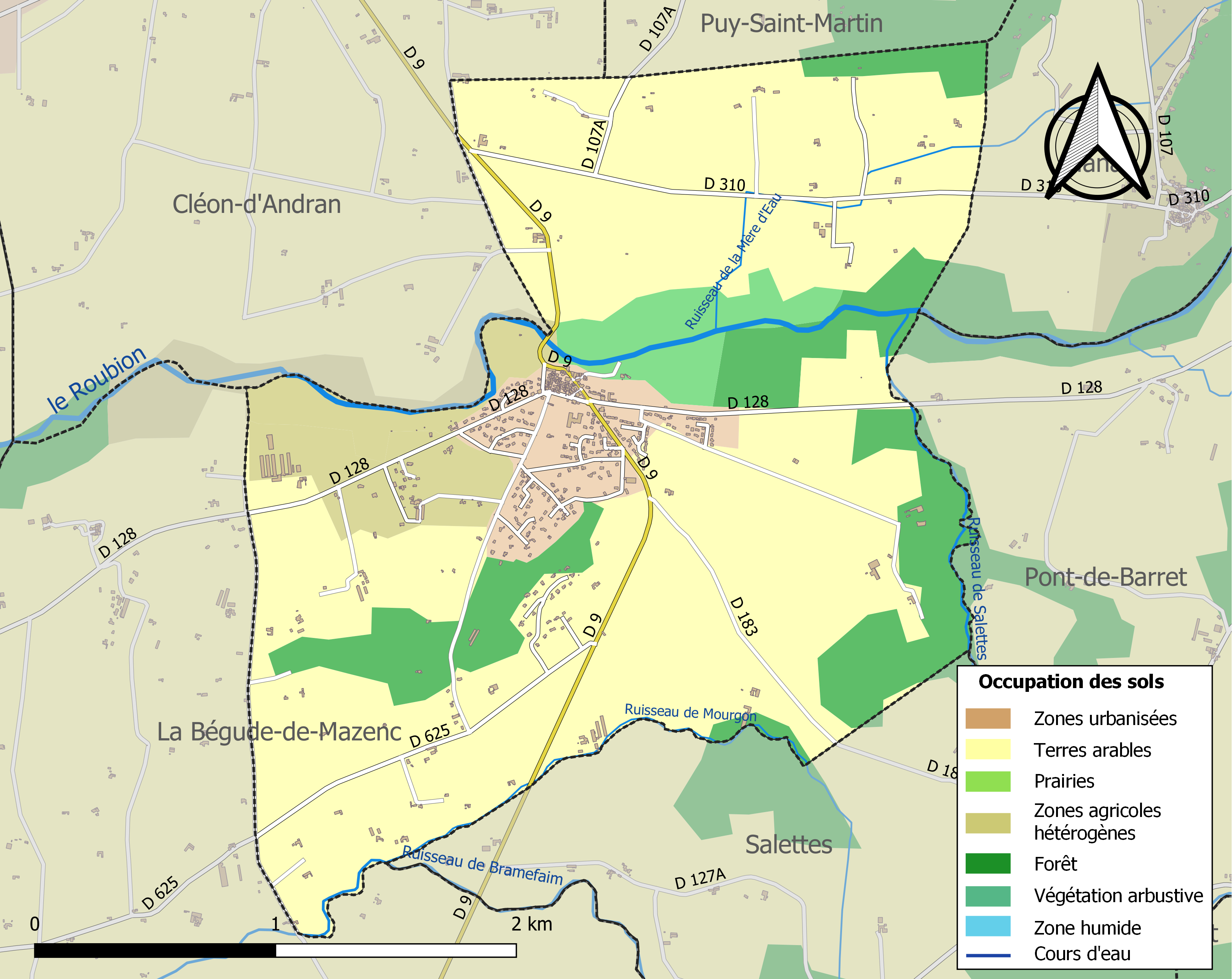
Carte des infrastructures et de l'occupation des sols de la commune en 2018 (CLC).

### Morphologie urbaine

#### Quartiers, hameaux et lieux-dits
Site Géoportail (carte IGN) :
- Abeillons
- Chabois
- Chagnac
- Château de Salettes
- Faysses
- Font Aymard
- Griotte
- Griotte Chaude
- la Blache
- la Bouterine
- la Forge
- la Motte
- la Motte
- la Tuilerie
- la Vertulie
- le Carréron
- le Clos
- le Grand Bois
- le Planas
- les Radalles
- Maronne
- Mourgon
- Plan
- Ventebrun

## Toponymie

### Attestations
Dictionnaire topographique du département de la Drôme :
- 956 : locus qui dicitur Carrovolis (cartulaire de Saint-Chaffre, 6), (du Monastier[réf. nécessaire]).
- 958 : mention de l'église Saint-Jean : ecclesia Sancti Johannis de Carrovolo (cartulaire de Saint-Chaffre, 8).
- XIVe siècle : mention de l'église Saint-Jean : capella de Chairovals (pouillé de Die).
- 1332 : Caravolsium et Charavols (Gall. christ., XVI, 130).
- 1340 : castrum de Charols (Long, notaire à Grignan).
- 1378 : Charolis (cartulaire de Montélimar, 72).
- 1385 : Chairovols et Charrovols (de Coston, Hist. de Montélimar, I, 244).
- 1391 : Charrols (choix de documents, 214).
- 1509 : mention de l'église Saint-Jean : ecclesia beati Johannis de Carrovolo (visites épiscopales).
- 1521 : mention de l'église Saint-Jean : cura de Charrollis (rôle de décimes).
- 1529 : Charous (archives hosp. de Crest, B 11).
- 1533 : Charoulx (archives de la Drôme, E 2161).
- 1597 : Charos (archives de la Drôme, E 6179).
- 1630 : Charoux (archives de la Drôme, E 6187).
- XVIIe siècle : Charrols (inventaire de la chambre des comptes).
- 1790 : Charol (état du clergé).
- 1891 : Charols, commune du canton de Marsanne.

### Étymologie
Plusieurs hypothèses :
- Carrovolis serait dérivé de Carolus (Charlemagne)[16] ;
- Carrovolis serait dérivé de quadrivium « carrefour »[réf. nécessaire].

## Histoire
Pour un article plus général, voir Histoire de la Drôme.

### Antiquité: les Gallo-romains
Les piles du pont médiéval sur le Roubion montrent des traces d'édifice romain (utilisation de la pierre des carrières de Die)[réf. nécessaire].

### Du Moyen Âge à la Révolution
La seigneurie :
- Au point de vue féodal, la terre (ou signeurie) était du patrimoine des comtes de Valentinois.
- Elle est donnée aux commandeurs de Poët-Laval, seigneurs de Charols jusqu'à la Révolution.

1742 (démographie) : 218 maisons.
Avant 1790, Charols était une communauté de l'élection, subdélégation et sénéchaussée de Montélimar.

Elle formait une paroisse du diocèse de Die dont l'église, dédiée à saint Jean-Baptiste, dépendait du prieur du Pont-de-Barret qui y prenait la dîme et présentait à la cure.

### De la Révolution à nos jours
En 1790, Charols fait partie du canton de Marsanne.
En l'an VII (1798-1799), la population est de 343 personnes.

## Politique et administration

### Liste des maires
| Période                                                                      | Période                     | Identité                         | Étiquette | Qualité                         |
| ---------------------------------------------------------------------------- | --------------------------- | -------------------------------- | --------- | ------------------------------- |
| Les données manquantes sont à compléter. : de la Révolution au Second Empire |                             |                                  |           |                                 |
| 1790                                                                         | 1871                        | ?                                |           |                                 |
| Les données manquantes sont à compléter. : depuis la fin du Second Empire    |                             |                                  |           |                                 |
| 1871                                                                         | 1874                        | ?                                |           |                                 |
| 1874                                                                         | 1881                        | ?                                |           |                                 |
| 1881                                                                         | 1893                        | Aimé CHAMPIN                     |           | Propriétaire vigneron inventeur |
| 1893                                                                         |                             | ?                                |           |                                 |
| 1896                                                                         | 1900                        | ?                                |           |                                 |
| 1900                                                                         | 1904                        | ?                                |           |                                 |
| 1904                                                                         | 1908                        | ?                                |           |                                 |
| 1908                                                                         | 1912                        | ?                                |           |                                 |
| 1912                                                                         | 1919                        | ?                                |           |                                 |
| 1919                                                                         | 1925                        | ?                                |           |                                 |
| 1925                                                                         | 1929                        | ?                                |           |                                 |
| 1929                                                                         | 1935                        | ?                                |           |                                 |
| 1935                                                                         | 1945                        | ?                                |           |                                 |
| 1945                                                                         | 1947                        | ?                                |           |                                 |
| 1947                                                                         | 1953                        | ?                                |           |                                 |
| 1953                                                                         | 1959                        | ?                                |           |                                 |
| 1959                                                                         | 1965                        | ?                                |           |                                 |
| 1965                                                                         | 1971                        | ?                                |           |                                 |
| 1971                                                                         | 1977                        | ?                                |           |                                 |
| 1977                                                                         | 1983                        | ?                                |           |                                 |
| 1983                                                                         | 1989                        | ?                                |           |                                 |
| 1989                                                                         | 1995                        | ?                                |           |                                 |
| 1995                                                                         | 2001                        | Hervé Icard                      | UMP-LR    | agriculteur                     |
| 2001                                                                         | 2008                        | Hervé Icard                      |           | maire sortant                   |
| 2008                                                                         | 2014                        | Hervé Icard                      |           | maire sortant                   |
| 2014                                                                         | 2020                        | Hervé Icard                      |           | maire sortant                   |
| 2020                                                                         | En cours (au 28 avril 2021) | Hervé Icard[source insuffisante] |           | maire sortant                   |

## Population et société

### Démographie
L'évolution du nombre d'habitants est connue à travers les recensements de la population effectués dans la commune depuis 1793. Pour les communes de moins de 10 000 habitants, une enquête de recensement portant sur toute la population est réalisée tous les cinq ans, les populations de référence des années intermédiaires étant quant à elles estimées par interpolation ou extrapolation. Pour la commune, le premier recensement exhaustif entrant dans le cadre du nouveau dispositif a été réalisé en 2008.

En 2022, la commune comptait 957 habitants, en évolution de +5,98 % par rapport à 2016 (Drôme : +2,64 %, France hors Mayotte : +2,11 %).
| 1793 | 1800 | 1806 | 1821 | 1831 | 1836 | 1841 | 1846 | 1851 |
| ---- | ---- | ---- | ---- | ---- | ---- | ---- | ---- | ---- |
| 310  | 343  | 330  | 373  | 462  | 456  | 460  | 454  | 469  |

| 1856 | 1861 | 1866 | 1872 | 1876 | 1881 | 1886 | 1891 | 1896 |
| ---- | ---- | ---- | ---- | ---- | ---- | ---- | ---- | ---- |
| 444  | 451  | 438  | 468  | 445  | 446  | 428  | 416  | 405  |

| 1901 | 1906 | 1911 | 1921 | 1926 | 1931 | 1936 | 1946 | 1954 |
| ---- | ---- | ---- | ---- | ---- | ---- | ---- | ---- | ---- |
| 405  | 411  | 411  | 380  | 352  | 350  | 347  | 331  | 304  |

| 1962 | 1968 | 1975 | 1982 | 1990 | 1999 | 2006 | 2008 | 2013 |
| ---- | ---- | ---- | ---- | ---- | ---- | ---- | ---- | ---- |
| 278  | 265  | 261  | 305  | 415  | 501  | 693  | 748  | 841  |

| 2018 | 2022 | - | - | - | - | - | - | - |
| ---- | ---- | - | - | - | - | - | - | - |
| 934  | 957  | - | - | - | - | - | - | - |

### Enseignement
Charols fait partie de l'académie de Grenoble.
L'école primaire, composée de plusieurs classes, accueille 90 enfants.
- Le bâtiment actuel (datant du début des années 1890) est situé à l'est du village et partagé avec la mairie. Il remplace les deux anciennes écoles de la commune[23].
- Il regroupe les deux classes de CM1 et CM2. Les petites sections sont logées dans un autre bâtiment, proche de Pont-de-Barret[24].

Les collégiens se rendent à Cléon-d'Andran.

### Manifestations culturelles et festivités
- Vogue : le dimanche suivant le 28 août (en 1992)[16] ou le premier weekend de juillet[réf. nécessaire].

### Loisirs
- Randonnées[16].
- Pêche et chasse[16].

### Sports
Une association sportive, regroupant plusieurs disciplines, a vu le jour en 2008, et propose des activités autour du jogging, du tennis de table, et du cyclisme.

### Cultes
La paroisse catholique Saint-Jean-Baptiste dépend du diocèse de Valence, doyenné de Cléon-d'Andran.

## Économie
En 1992 : céréales, vergers (jus de pomme), vignes, porcins, ovins, volailles.
- Foires : les 16 mars, 12 mai, 20 août, 1er octobre[16].

### Commerces
- Supérette, magasin bio, coiffeur, hôtel-restaurant, snack-bar[réf. nécessaire].
- Maison d'édition, spécialisée dans la spiritualité[réf. nécessaire].

### Tourisme
- Vallée du Roubion[16].

## Culture locale et patrimoine

### Lieux et monuments
- Motte castrale.
- Église avec parties carolingiennes, restaurée au XVe siècle[16].

Église Saint-Jean-Baptiste de Charols du IXe siècle, sur plan basilical carré de 12 x 12 m terminé par une abside centrale et deux absidioles : escalier en voûte, saint Gilles dans la partie rez-de-chaussée, 1er étage du clocher. Elle est considérée comme la plus vieille église de la Drôme (le titre est disputé avec l'église de Crupies). Elle est inscrite au titre des monuments historiques depuis 1994.
- Pont médiéval sur le Roubion[16].

Les piles du pont montrent des traces d'édifice romain (utilisation de la pierre des carrières de Die). Le pont sera réaménagé au XVe siècle puis, après la bataille de Montélimar, en 1944[réf. nécessaire].
- Clé de voute de 1484 (à la mairie)[16].
- Fermes fortes[16].
- Salette, maison forte quadrangulaire à tour d'angle du XVIe siècle[réf. nécessaire].

### Personnalités liées à la commune
- Auguste Durand-Rosé (1887-1962) : artiste peintre, vécut à Charols[29].

### Héraldique, logotype et devise
| Blason de Charols | Blason  | D'azur au monogrammes de Louis XI et Charles VIII, accompagné de la date 1484, le tout d'or. |
| Blason de Charols | Détails | Le statut officiel du blason reste à déterminer.                                             |